# Lista de espécies do género Epidendrum
Esta é uma lista dos nomes das espécies aceitas de Epidendrum (Orchidaceae). 
Epidendrum L., (1763). 

## A
- Epidendrum abbottii L.Sánchez & Hágsater, (2001).
- Epidendrum acreense (Brieger & Bicalho) Christenson, (1991).
- Epidendrum acrobatesii Hágsater & Dodson, (2001).
- Epidendrum acrorhodum Hágsater & Dodson, (2001).
- Epidendrum acrostigma Hágsater & García-Cruz, (1999).
- Epidendrum acuminatum Ruiz & Pav., (1798).
- Epidendrum acutissimum Lindl., (1853).
- Epidendrum adamsii Hágsater & Dodson, (1993).
- Epidendrum addae Pabst, (1972).
- Epidendrum adenoglossum Lindl., (1841).
- Epidendrum adnatum Ames & C.Schweinf., (1925).
- Epidendrum adolfomorenoi R.Vásquez & Ibisch, (2003).
- Epidendrum agathosmicum Rchb.f., (1850).
- Epidendrum aggregatum Lindl., (1841).
- Epidendrum agoyanense Hágsater & Dodson, (1993).
- Epidendrum aguaricoense Hágsater & Dodson, (2001).
- Epidendrum aguirrei Hágsater, (1999).
- Epidendrum alabastrialatum Pollard ex Hágsater (1978).
- Epidendrum albertii Schltr., (1923).
- Epidendrum albifloroides D.E.Benn. & Christenson, (1998).
- Epidendrum albiforum Schltr., (1913).
- Epidendrum albomarginatum Rchb.f., (1877).
- Epidendrum alexii Hágsater & Dodson, (1993).
- Epidendrum alfredii Schltr., (1923).
- Epidendrum allenii L.O.Williams, (1941).
- Epidendrum allisonii Hágsater & Dodson, (2001).
- Epidendrum allochronum Hágsater, (1993).
- Epidendrum alopecurum Schltr., (1929).
- Epidendrum alpicolonigrense Hágsater & Dodson, (2001).
- Epidendrum alpicoloscandens Hágsater & Dodson, (2001).
- Epidendrum alpicolum Rchb.f., (1854).
- Epidendrum althausenii A.D.Hawkes, (1957).
- Epidendrum alticola Ames & Correll, (1942).
- Epidendrum alvarezdeltoroi Hágsater, (2001).
- Epidendrum amapense Hágsater & L.Sánchez, (1993).
- Epidendrum amayense Hágsater, (1999).
- Epidendrum amazonicoriifolium Hágsater, (2001).
- Epidendrum amblostomoides Hoehne, (1938).
- Epidendrum amethystinum Rchb.f., (1867).
- Epidendrum ammophilum Barb.Rodr., (1881).
- Epidendrum amparoanum Schltr., (1923).
- Epidendrum amphistomum A.Rich. in R.de la Sagra, (1850).
- Epidendrum amplexicaule Lindl., (1853).
- Epidendrum amplexigastrium Hágsater & Dodson, (1999).
- Epidendrum ampliracemum C.Schweinf., (1952).
- Epidendrum amplum D.E.Benn. & Christenson, (1998).
- Epidendrum anastasioi Hágsater, (1993).
- Epidendrum anatipedium L.M.Sánchez & Hágsater, (1993).
- Epidendrum anceps Jacq., (1763).
- Epidendrum anchinocturnum Hágsater, (1999).
- Epidendrum anderssonii Hágsater & Dodson, (1993).
- Epidendrum andinum Carnevali & G.A.Romero in G.A.Romero & G.Carnevali, (2000).
- Epidendrum andrei Hágsater & L.Sánchez, (1999).
- Epidendrum angaritae Hágsater, (1999).
- Epidendrum angustatum (T.Hashim.) Dodson, (1993).
- Epidendrum angustilobopaniculatum Hágsater & Dodson, (2001).
- Epidendrum angustilobum Fawc. & Rendle, (1909).
- Epidendrum angustisegmentum (L.O.Williams) Hágsater, (1999).
- Epidendrum angustissimum Lindl., (1853).
- Epidendrum anisatum Lex. in P.de La Llave & J.M.de Lexarza, (1825).
- Epidendrum anitae Schltr., (1924).
- Epidendrum annabellae Nir, (1994).
- Epidendrum anoglossoides Ames & C.Schweinf., (1930).
- Epidendrum anoglossum Schltr., (1911).
- Epidendrum anthoceroides Hágsater & Dodson, (2001).
- Epidendrum anthoceros Linden & Rchb.f., (1854).
- Epidendrum anthropophorum Rchb.f., (1856).
- Epidendrum antillanum Ackerman & Hágsater, (1992).
- Epidendrum antonense Hágsater, (1993).
- Epidendrum apaganoides D.E.Benn. & Christenson, (1998).
- Epidendrum apaganum Mansf., (1928).
- Epidendrum aporoides F.Lehm. & Kraenzl., (1899).
- Epidendrum appendiculatum T.Hashim., (1987).
- Epidendrum aquaticoides C.Schweinf., (1943).
- Epidendrum aquaticum Lindl., (1843).
- Epidendrum arachnoglossum Rchb.f. ex André, (1882).
- Epidendrum arbuscula Lindl. in G.Bentham, (1842).
- Epidendrum ardens Kraenzl., (1906).
- Epidendrum arevaloi (Schltr.) Hágsater in R.Escobar (ed.),  (1991).
- Epidendrum aristatum Ackerman & Montalvo, (1986).
- Epidendrum aristisepalum Hágsater & Dodson, (2001).
- Epidendrum aristoloides Hágsater & Dodson, (2001).
- Epidendrum armeniacum Lindl., (1836).
- Epidendrum arnoldii Schltr., (1924).
- Epidendrum asplundii Hágsater & Dodson, (2001).
- Epidendrum atacazoicum Schltr., (1921).
- Epidendrum atrobrunneum Schltr., (1924).
- Epidendrum atrorugosum Hágsater, (1999).
- Epidendrum atroscriptum Hágsater, (1993).
- Epidendrum attenuatum Lindl., (1853).
- Epidendrum atwoodchlamys Hágsater, (1999).
- Epidendrum atwoodii Hágsater & L.Sánchez, (1999).
- Epidendrum aurigineum Barringer, (1991 publ. 1992).
- Epidendrum avicula Lindl., (1841).
- Epidendrum azulense D.E.Benn. & Christenson, (1998).

## B
- Epidendrum badium Hágsater, (1993).
- Epidendrum baezense Hágsater & Dodson, (1993).
- Epidendrum bahorucense Hágsater & L.Cerv., (2001).
- Epidendrum bakrense Hágsater & G.Cremers, (1999).
- Epidendrum bambusaceum Schltr., (1921).
- Epidendrum bambusiforme Kraenzl., (1916).
- Epidendrum bangii Rolfe, (1907).
- Epidendrum barbae Rchb.f., (1866).
- Epidendrum barbaricum Hágsater & Dodson, (2001).
- Epidendrum barbeyanum Kraenzl., (1895).
- Epidendrum batesii Dodson, (1980).
- Epidendrum baumannianum Schltr., (1920).
- Epidendrum beharorum Hágsater, (1993).
- Epidendrum belloi Hágsater, (1999).
- Epidendrum bennettii Dodson, (1989).
- Epidendrum betimianum Barb.Rodr., (1881).
- Epidendrum bianthogastrium Hágsater & Dodson, (2001).
- Epidendrum bicirrhatum D.E.Benn. & Christenson, (1998).
- Epidendrum bidens D.E.Benn. & Christenson, (2001).
- Epidendrum bifalce Schltr., (1921).
- Epidendrum bifarium Sw., (1799).
- Epidendrum biforatum Lindl., (1844).
- Epidendrum bilobatum Ames, (1924).
- Epidendrum birostratum C.Schweinf., (1943).
- Epidendrum bisulcatum Ames, (1923).
- Epidendrum bivalve Lindl., (1853).
- Epidendrum blancheanum Urb., (1922).
- Epidendrum blepharichilum Kraenzl., (1916).
- Epidendrum blepharistes Barker ex Lindl., (1844).
- Epidendrum blepharoclinium Rchb.f., (1876).
- Epidendrum bogotense Schltr., (1924).
- Epidendrum boissierianum Schltr., (1918).
- Epidendrum bolbophylloides F.Lehm. & Kraenzl., (1899).
- Epidendrum bolivianum Schltr., (1912).
- Epidendrum bonitense Hágsater & Dodson, (1993).
- Epidendrum borchsenii Hágsater & Dodson, (2001).
- Epidendrum boricuarum Hágsater & L.Sánchez, (1993).
- Epidendrum boscoense Hágsater & Dodson, (2001).
- Epidendrum boylei Hágsater & Dodson, (2001).
- Epidendrum braccigerum Rchb.f., (1877).
- Epidendrum brachybotrys Ackerman & Montalvo, (1986).
- Epidendrum brachybulbum F.Lehm. & Kraenzl., (1899).
- Epidendrum brachyclinium Hágsater & García-Cruz, (1999).
- Epidendrum brachycorymbosum Hágsater & Dodson (2004).
- Epidendrum brachyglossum Lindl., (1844).
- Epidendrum brachyrepens Hágsater, (1999).
- Epidendrum brachyschistum Schltr., (1924).
- Epidendrum brachystele Schltr., (1916).
- Epidendrum bracteolatum C.Presl, (1827).
- Epidendrum bracteostigma Hágsater & García-Cruz, (1999).
- Epidendrum bracteosum Ames & C.Schweinf., (1930).
- Epidendrum bractiacuminatum Hágsater & Dodson, (1999).
- Epidendrum brassivoliforme F.Lehm. & Kraenzl., (1899).
- Epidendrum brevicaule Schltr., Repert. (1921).
- Epidendrum brevicernuum Hágsater & Dodson, (2001).
- Epidendrum brevivenioides Hágsater & Dodson, (2001).
- Epidendrum brevivenium Lindl., (1853).
- Epidendrum bryophilum Hágsater & Dodson, (2001).
- Epidendrum bucararicense Kraenzl., (1920).
- Epidendrum buchtienii Schltr., (1912).
- Epidendrum bugabense Hágsater, (1993).
- Epidendrum bungerothii Schltr., (1924).
- Epidendrum burtonii D.E.Benn. & Christenson, (2001).

## C
- Epidendrum caeciliae P.Ortiz & Hágsater (2005)
- Epidendrum calacaliense Hágsater & Dodson, 4 (2001).
- Epidendrum calagrense Hágsater & Dodson, (2001).
- Epidendrum calanthum Rchb.f. & Warsz., (1854).
- Epidendrum caldense Barb.Rodr., (1881).
- Epidendrum callobotrys Kraenzl., (1911).
- Epidendrum caloglossum Schltr., (1921).
- Epidendrum caluerorum Hágsater, (1993).
- Epidendrum calyptratoides Hágsater & Dodson, (2001).
- Epidendrum calyptratum F.Lehm. & Kraenzl., (1899).
- Epidendrum campaccii Hágsater & L.Sánchez, (1993).
- Epidendrum campbellstigma Hágsater & García-Cruz, (1999).
- Epidendrum campestre Lindl., (1844).
- Epidendrum camposii Hágsater, (1993).
- Epidendrum campyloglossum P.Ortiz & Hágsater, (1999).
- Epidendrum cancanae (P.Ortiz) Hágsater (2005) (antes Oerstedella cancanae)
- Epidendrum candelabrum Hágsater, (1988).
- Epidendrum capitellatum C.Schweinf., (1943).
- Epidendrum capricornu Kraenzl., (1916).
- Epidendrum caquetanum Schltr., (1924).
- Epidendrum carchiense Hágsater & Dodson, (1993).
- Epidendrum cardenasii Hágsater, (1999).
- Epidendrum cardiochilum L.O.Williams, (1940).
- Epidendrum cardioglossum Rchb.f., (1850).
- Epidendrum cardiophyllum Kraenzl., (1906).
- Epidendrum carmelense Hágsater & Dodson,  (1993).
- Epidendrum carnevalii Hágsater & L.Sánchez, (1999).
- Epidendrum carnosiflorum C.Schweinf., (1943).
- Epidendrum carolii Schltr., Repert. Spec. (1923).
- Epidendrum cartilaginiflorum Rchb.f., (1878).
- Epidendrum carvalhoi Toscano, (2000).
- Epidendrum catillus Rchb.f. & Warsz., (1854).
- Epidendrum cauliflorum Lindl., (1838).
- Epidendrum caurense Carnevali & G.A.Romero, (1992).
- Epidendrum caveroi D.E.Benn. & Christenson, (1998).
- Epidendrum cereiflorum Garay & Dunst., (1965).
- Epidendrum cerinum Schltr., (1918).
- Epidendrum cernuum Kunth in F.W.H.von Humboldt, A.J.A.Bonpland & C.S.Kunth, (1816).
- Epidendrum cesar-fernandezii Carnevali & I.Ramírez, (2003).
- Epidendrum chanchamayodifforme Hágsater & L.Sánchez, (1999).
- Epidendrum chaparense Dodson & R.Vásquez, (1989).
- Epidendrum chauvetii Hágsater & L.Sánchez, (1999).
- Epidendrum chimalapense Hágsater & Salazar, (1999).
- Epidendrum chimantense Hágsater & Carnevali, (1993).
- Epidendrum chioneoides Carnevali & G.A.Romero in G.A.Romero & G.Carnevali, (2000).
- Epidendrum chioneum Lindl., (1845).
- Epidendrum chirripoense Hágsater, (1993).
- Epidendrum chloe Rchb.f., (1856).
- Epidendrum chlorinum Barb.Rodr., (1881).
- Epidendrum chlorops Rchb.f., (1880).
- Epidendrum chogoncolonchense Hágsater & Dodson, (1993).
- Epidendrum chortophyllum Schltr., (1921).
- Epidendrum chrysanthum Hágsater & Dodson, (2001).
- Epidendrum churunense Garay & Dunst., (1965).
- Epidendrum ciliare L., (1759).
- Epidendrum cinnabarinum Salzm. ex Lindl., (1831).
- Epidendrum circinatum Ames, (1924).
- Epidendrum cirrhochilum F.Lehm. & Kraenzl., (1899).
- Epidendrum citrosmum Hágsater, (1988).
- Epidendrum cleistogastrium Hágsater & Dodson, (2001).
- Epidendrum clowesii Bateman ex Lindl., (1844).
- Epidendrum cnemidophorum Lindl., (1853).
- Epidendrum cochabambanum Dodson & R.Vásquez, (1989).
- Epidendrum cochlidium Lindl., (1840).
- Epidendrum cocleense Ames, F.T.Hubb. & C.Schweinf., (1936).
- Epidendrum cocoense Hágsater, (1999).
- Epidendrum cocornocturnum Hágsater, (1999).
- Epidendrum cogniauxianum Hoehne, (1949).
- Epidendrum colombianum A.D.Hawkes,: (1957).
- Epidendrum commelinispathum Carnevali & I.Ramírez in G.A.Romero & G.Carnevali, (2000).
- Epidendrum commelinoides Schltr., (1920).
- Epidendrum compressibulbum D.E.Benn. & Christenson, (1998).
- Epidendrum compressum Griseb., (1864).
- Epidendrum confertum Ames & C.Schweinf., (1930).
- Epidendrum convergens Garay & Dunst., (1965).
- Epidendrum cooperianum Bateman, (1867).
- Epidendrum coordinatum Rchb.f., (1876).
- Epidendrum cordatum Ruiz & Pav., (1798).
- Epidendrum cordiforme C.Schweinf., (1940).
- Epidendrum coriifolium Lindl.,(1851).
- Epidendrum cornanthera F.Lehm. & Kraenzl., (1899).
- Epidendrum cornicallosum Foldats, (1969).
- Epidendrum cornutum Lindl., (1841).
- Epidendrum coronatum Ruiz & Pav., (1798).
- Epidendrum coryophorum (Kunth) Rchb.f. in W.G.Walpers, (1862).
- Epidendrum costanense Hágsater & Carnevali, (1993).
- Epidendrum costatum A.Rich. & Galeotti, (1845).
- Epidendrum cottoniiflorum (Rchb.f.) Hágsater in R.Escobar (ed.), (1991).
- Epidendrum coxianum Rchb.f., (1877).
- Epidendrum crassinervium Kraenzl., (1905).
- Epidendrum crassum C.Schweinf., (1952).
- Epidendrum cremersii Hágsater & L.Sánchez, (1999).
- Epidendrum crenulidifforme L.Sánchez & Hágsater, (2001).
- Epidendrum criniferum Rchb.f., (1871).
- Epidendrum cristatum Ruiz & Pav., (1798).
- Epidendrum croatii Hágsater, (1999).
- Epidendrum croceum Ruiz & Pav., (1798).
- Epidendrum cryptanthum L.O.Williams, (1942).
- Epidendrum cryptoglossum Pabst, (1976).
- Epidendrum cuatrecasasii Garay, (1956).
- Epidendrum cuchibambae F.Lehm. & Kraenzl., (1899).
- Epidendrum cuencanum Schltr., (1921).
- Epidendrum cuneatum Schltr., (1912).
- Epidendrum cuniculatum Schltr., (1921).
- Epidendrum cupreum F.Lehm. & Kraenzl., (1899).
- Epidendrum curtisii A.D.Hawkes, (1957).
- Epidendrum curvicolumna Ames, F.T.Hubb. & C.Schweinf., (1935).
- Epidendrum curvisepalum Hágsater & Dressler, (1993).
- Epidendrum cusii Hágsater, (1978).
- Epidendrum cuyujense Hágsater & Dodson, (2001).
- Epidendrum cyclopterum Schltr., (1920).
- Epidendrum cylindraceum Lindl., (1844).
- Epidendrum cylindrostachys Rchb.f. & Warsz., (1854).
- Epidendrum cylindrostenophyllum Hágsater & Dodson, (2001).
- Epidendrum cymbiglossum Hágsater, (1993).
- Epidendrum cystosum Ames, (1934).

## D
- Epidendrum dactyloclinium Hágsater & Dodson, (2001).
- Epidendrum dalessandroi Hágsater & Dodson, (2001).
- Epidendrum dalstromii Dodson, (1984).
- Epidendrum davidsei Hágsater, (1993).
- Epidendrum decurviflorum Schltr., (1920).
- Epidendrum delcastilloi D.E.Benn. & Christenson, (1998).
- Epidendrum delicatissimum Rchb.f., (1876).
- Epidendrum deltoglossum Garay & Dunst., (1966).
- Epidendrum dendrobii Rchb.f., (1850).
- Epidendrum dendrobioides Thunb., (1818).
- Epidendrum densiflorum Hook., (1840).
- Epidendrum densifolium Kraenzl., (1905).
- Epidendrum denticulatum Barb.Rodr., (1881).
- Epidendrum dentilobum Ames, F.T.Hubb. & C.Schweinf., (1935).
- Epidendrum dermatanthum Kraenzl., (1905).
- Epidendrum dialychilum Hágsater & Dodson, (1993).
- Epidendrum dialyrhombicum Hágsater & Dodson, (2001).
- Epidendrum dichaeoides Carnevali & G.A.Romero, (1992).
- Epidendrum dichotomum C.Presl, (1827).
- Epidendrum difforme Jacq., (1760).
- Epidendrum diffusum Sw., (1788).
- Epidendrum dilochioides L.O.Williams, (1940).
- Epidendrum diothonaeoides Schltr., (1916).
- Epidendrum diphyllum Schltr., (1920).
- Epidendrum dipus Lindl., (1845).
- Epidendrum discoidale Lindl., (1853).
- Epidendrum dixiorum Hágsater, (1993).
- Epidendrum dodii L.Sánchez & Hágsater, (2001).
- Epidendrum × doroteae P.H.Allen, (1958).
- Epidendrum dorsocarinatum Hágsater, (1984).
- Epidendrum dosbocasense Hágsater, (1992).
- Epidendrum dressleri Hágsater, (1987).
- Epidendrum duckei Porto & Brade, (1938 publ. 1940).
- Epidendrum dugandianum A.D.Hawkes, (1957).
- Epidendrum dunstervillei A.D.Hawkes, (1957).
- Epidendrum dunstervilleorum Foldats, (1967).
- Epidendrum dwyeri Hágsater, (1993).

## E
- Epidendrum eburneum Rchb.f., (1867).
- Epidendrum echinatum Løjtnant, (1977).
- Epidendrum edwardsii Ames, (1932).
- Epidendrum elatum C.Schweinf., (1943).
- Epidendrum elcimeyae Hágsater & García-Cruz, (1999).
- Epidendrum elegantissimum F.Lehm. & Kraenzl., (1899).
- Epidendrum elleanthoides Schltr., (1920).
- Epidendrum ellemanniae Hágsater & Dodson, (2001).
- Epidendrum ellipsophyllum L.O.Williams, (1941).
- Epidendrum ellipticum Graham in W.J.Hooker, (1826).
- Epidendrum ellisii Rolfe, (1894).
- Epidendrum emarginatum Ruiz & Pav., (1798).
- Epidendrum embreei Dodson, (1982).
- Epidendrum englerianum F.Lehm. & Kraenzl., (1899).
- Epidendrum envigadoense Hágsater, (1999).
- Epidendrum erectifolium Hágsater & L.Sánchez, (1993).
- Epidendrum eriksenii Hágsater & Dodson, (1993).
- Epidendrum erosum Ames & C.Schweinf., (1925).
- Epidendrum erythrostigma Hágsater, (1999).
- Epidendrum escobarianum Garay, (1967).
- Epidendrum espiritu-santense Dodson & R.Vásquez, (1989).
- Epidendrum estrellense Ames, (1923).
- Epidendrum euchroma Schltr., (1924).
- Epidendrum eugenii Schltr., (1920).
- Epidendrum eustirum Ames, F.T.Hubb. & C.Schweinf., (1935).
- Epidendrum evelynae Rchb.f., (1878).
- Epidendrum exaltatum Kraenzl., (1916).
- Epidendrum examinis S.Rosillo, (1984).
- Epidendrum excelsum C.Schweinf., (1970).
- Epidendrum excisum Lindl., (1844).
- Epidendrum exiguum Ames & C.Schweinf., (1930).
- Epidendrum exile Ames, (1923).
- Epidendrum eximium L.O.Williams, (1941).

## F
- Epidendrum falcatum Lindl., (1840).
- Epidendrum falcisepalum F.Lehm. & Kraenzl., (1899).
- Epidendrum farallonense Hágsater, (1999).
- Epidendrum farinosum R.Vásquez & Dodson, (1999).
- Epidendrum ferrugineum Ruiz & Pav., (1798).
- Epidendrum festucoides Kraenzl., (1920).
- Epidendrum filamentosum Kraenzl., (1920).
- Epidendrum filicaule Lindl., (1831).
- Epidendrum fimbriatum Kunth in F.W.H.von Humboldt, A.J.A.Bonpland & C.S.Kunth, (1816).
- Epidendrum firmum Rchb.f., (1866).
- Epidendrum flexicaule Schltr., (1918).
- Epidendrum flexuosissimum C.Schweinf., (1949).
- Epidendrum flexuosum G.Mey., (1818).
- Epidendrum floridense Hágsater, (1993).
- Epidendrum foldatsii Hágsater & Carnevali, (1993).
- Epidendrum forcipatoides Hágsater, (2001).
- Epidendrum forcipatum C.Schweinf., (1970).
- Epidendrum fosbergii Hágsater & Dodson, (2001).
- Epidendrum frechetteanum D.E.Benn. & Christenson, (2001).
- Epidendrum friderici-guilielmi Rchb.f. & Warsz., (1854).
- Epidendrum frigidum Linden ex Lindl., (1845).
- Epidendrum fritzianum Hoehne, (1952).
- Epidendrum frutex Rchb.f., (1855).
- Epidendrum fruticetorum Schltr., (1921).
- Epidendrum fruticosum Pav. ex Lindl., (1831).
- Epidendrum fruticulum Schltr., (1921).
- Epidendrum fuscinum (Dressler) Hágsater (2005) (antes Oerstedella fuscina)
- Epidendrum fujimorianum D.E.Benn. & Christenson, (1998).
- Epidendrum fulgens Brongn. in L.I.Duperrey, (1834).
- Epidendrum fusiforme (Lindl.) Rchb.f. in W.G.Walpers, (1862).

## G
- Epidendrum garayi Løjtnant, (1977).
- Epidendrum garcia-esquivelii Hágsater & L.Sánchez, (1993).
- Epidendrum garciae Pabst, (1976).
- Epidendrum gasteriferum Scheeren, (1974).
- Epidendrum gastrochilum Kraenzl., (1906).
- Epidendrum gastropodium Rchb.f. in W.G.Walpers, (1862).
- Epidendrum geminatum Schltr., (1921).
- Epidendrum geminiflorum Kunth in F.W.H.von Humboldt, A.J.A.Bonpland & C.S.Kunth, (1816).
- Epidendrum geniculatum Barb.Rodr., (1881).
- Epidendrum gentryi Dodson, (1982).
- Epidendrum gibbosum L.O.Williams, (1941).
- Epidendrum globiflorum F.Lehm. & Kraenzl., (1899).
- Epidendrum glossaspis Rchb.f., (1876).
- Epidendrum glossoceras Rchb.f. & Warsz., (1854).
- Epidendrum glumarum Hamer & Garay, (1985).
- Epidendrum goebelii Schltr., (1915).
- Epidendrum golondrinense Hágsater & Dodson, (2001).
- Epidendrum gomezii Schltr., (1918).
- Epidendrum goniorhachis Schltr., (1918).
- Epidendrum goodspeedianum A.D.Hawkes, (1957).
- Epidendrum gracilibracteatum Hágsater & Dodson, (2001).
- Epidendrum gracillimum Rchb.f. & Warsz., (1854).
- Epidendrum grand-ansense Nir, (2000).
- Epidendrum × gransabanense Carnevali & I.Ramírez, (2003).
- Epidendrum gratissimum (Rchb.f.) Hágsater & Dodson, (1992).
- Epidendrum grayi Hágsater & Dodson, (1993).
- Epidendrum greenwoodii Hágsater, (1987).
- Epidendrum gregorii Hágsater, (1993).
- Epidendrum guacamayense Hágsater & Dodson, (1993).
- Epidendrum guagra-urcuense Hágsater & Dodson, (2001).
- Epidendrum gualaquicense Hágsater & Dodson, (2001).
- Epidendrum guanacasense Hágsater & Dodson, (1993).
- Epidendrum guanacastense Ames & C.Schweinf., (1930).
- Epidendrum guerrerense Hágsater & García-Cruz, (1993).

## H
- Epidendrum haematanthum Schltr., (1921).
- Epidendrum haenkeanum C.Presl, (1827).
- Epidendrum hagsateri Christenson, (1995).
- Epidendrum hajekii R.Vásquez & Dodson, (1999).
- Epidendrum hamatum (Garay) Dressler, (1971).
- Epidendrum hameri Hágsater & L.Sánchez, (1993).
- Epidendrum hammelii Hágsater & L.Sánchez, (1993).
- Epidendrum harlingii Hágsater & Dodson, (2001).
- Epidendrum harmsianum Kraenzl., (1916).
- Epidendrum harrisoniae Hook., (1833).
- Epidendrum hassleri Cogn., (1909).
- Epidendrum hastilabium Schltr., (1920).
- Epidendrum hellerianum A.D.Hawkes, (1966).
- Epidendrum hemiscleria Rchb.f. in W.G.Walpers, (1862).
- Epidendrum hemisclerioides (Kraenzl.) Hágsater & Dodson, (1992).
- Epidendrum henignum Ames, (1923).
- Epidendrum henschenii Barb.Rodr., (1881).
- Epidendrum heringeri Hágsater, (2001).
- Epidendrum herrenhusanum Hágsater, (1999).
- Epidendrum heterodoxum Rchb.f., (1854).
- Epidendrum heterothoneum (Rchb.f. & Warsz.) Hágsater & Dodson, (1992).
- Epidendrum hexagonum Hágsater & Dodson, (1993).
- Epidendrum holmnielsenii Hágsater & Dodson, (2001).
- Epidendrum hololeucum Barb.Rodr., (1881).
- Epidendrum hombersleyi Summerh., (1934).
- Epidendrum homoion Hágsater & Dodson, (1993).
- Epidendrum hookerianum Rchb.f., (1876).
- Epidendrum hopfianum Schltr., (1924).
- Epidendrum horichii Hágsater, (1999).
- Epidendrum hueycantenangense Hágsater & García-Cruz, (1993).
- Epidendrum humeadorense Hágsater & Dodson, (1999).
- Epidendrum humidicola Schltr., (1922).
- Epidendrum hunterianum Schltr., (1922).
- Epidendrum hutchisonii Hágsater, (1999).
- Epidendrum hymenodes Lindl., (1853).

## I
- Epidendrum ibaguense Kunth in F.W.H.von Humboldt, A.J.A.Bonpland & C.S.Kunth, (1816).
- Epidendrum ibarrae R.González, (1993).
- Epidendrum iguagoi Hágsater & Dodson, (2001).
- Epidendrum ilense Dodson, (1977).
- Epidendrum ilinizae Hágsater & Dodson, (1999).
- Epidendrum iltisorum Dodson, (1980).
- Epidendrum imitans Schltr., (1921).
- Epidendrum imthurnii Ridl., (1886).
- Epidendrum inamoenum Kraenzl., (1906).
- Epidendrum incomptoides Ames, F.T.Hubb. & C.Schweinf., (1935).
- Epidendrum incomptum Rchb.f., (1853).
- Epidendrum indanzense Hágsater &; Dodson, (1993).
- Epidendrum indecoratum Schltr., (1921).
- Epidendrum infaustum Rchb.f., (1863).
- Epidendrum ingramii Hágsater & García-Cruz, (1999).
- Epidendrum inornatum Schltr., (1917).
- Epidendrum insectiferum Lindl., (1853).
- Epidendrum insignificans Hágsater & Dodson, (1993).
- Epidendrum insolatum Barringer, (1991 publ. 1992).
- Epidendrum insulanum Schltr., (1918).
- Epidendrum intertextum F.Lehm. & Kraenzl., (1899).
- Epidendrum ionodesme Schltr., (1920).
- Epidendrum ionophyllum P.Ortiz, (1997).
- Epidendrum isomerum Schltr., (1906).
- Epidendrum isthmi Schltr., (1922).

## J
- Epidendrum jajense Rchb.f., (1854).
- Epidendrum jamaicense Lindl., (1853).
- Epidendrum jamiesonis Rchb.f., (1856).
- Epidendrum janeirense Porto & Brade, (1938 publ. 1940).
- Epidendrum jarae D.E.Benn. & Christenson, (2001).
- Epidendrum jaramilloae Hágsater & Dodson, (1993).
- Epidendrum jasminosmum Hágsater & Dodson, (2001).
- Epidendrum jativae Dodson, (1980).
- Epidendrum jatunsachanum Dodson & Hágsater, (1994).
- Epidendrum jefeallenii Hágsater & García-Cruz, (1999).
- Epidendrum jefestigma Hágsater & García-Cruz, (1999).
- Epidendrum jejunum Rchb.f., (1878).
- Epidendrum jessupiorum Hágsater & Dodson, (2001).
- Epidendrum jimburense Hágsater & Dodson, (2001).
- Epidendrum jimenezii Hágsater, (1999).
- Epidendrum johnstonii Ames, (1905).
- Epidendrum juergensenii Rchb.f., (1880).
- Epidendrum juruaense Cogn. in C.F.P.von Martius & auct. suc. (eds.), (1906).

## K
- Epidendrum kalloneuron Kraenzl., (1920).
- Epidendrum kanehirae Hágsater, (2001).
- Epidendrum kantenii Rchb.f., (1876).
- Epidendrum kautskyi Pabst, (1973).
- Epidendrum kerichilum Hágsater, (1888).
- Epidendrum kerryae Hágsater & L.Sánchez, (1994).
- Epidendrum killipii Hágsater & L.Sánchez, (1999).
- Epidendrum klotzscheanum Rchb.f., (1850).
- Epidendrum kockii Hágsater & Dodson, (1999).

## L
- Epidendrum laceratum C.Schweinf., (1952).
- Epidendrum lacertinum Lindl., (1841).
- Epidendrum lacustre Lindl., (1853).
- Epidendrum lagenocolumna Hágsater & L.Sánchez, (1993).
- Epidendrum lagenomorphum Hágsater & Dodson, (2001).
- Epidendrum lagotis Rchb.f., (1855).
- Epidendrum lamprochilum Hágsater, (1999).
- Epidendrum lanceolatum Bradford ex Griseb., (1864).
- Epidendrum lancilabium Schltr., (1923).
- Epidendrum lanioides Schltr., (1913).
- Epidendrum lanipes Lindl., (1853).
- Epidendrum lankesteri Ames, (1923).
- Epidendrum larae Dodson & R.Vásquez, (1989).
- Epidendrum laterale Rolfe, (1912).
- Epidendrum latibracteum Kraenzl., (1920).
- Epidendrum latilabre Lindl., (1841).
- Epidendrum latisegmentum C.Schweinf., (1943).
- Epidendrum laucheanum Bonhof ex Rolfe, (1893).
- Epidendrum laurelense Hágsater & Dodson, (2001).
- Epidendrum lawessonii Hágsater & Dodson, (2001).
- Epidendrum laxicaule D.E.Benn. & Christenson, (1998).
- Epidendrum laxifoliatum Schltr., (1920).
- Epidendrum lechleri Rchb.f., (1876).
- Epidendrum lehmannii Rchb.f., (1878).
- Epidendrum leimebambense Hágsater, (1993).
- Epidendrum leonii D.E.Benn. & Christenson, (1998).
- Epidendrum lezlieae R.Vásquez & Ibisch, (2003).
- Epidendrum lignosum Lex. in P.de La Llave & J.M.de Lexarza, (1825).
- Epidendrum liguliferum C.Schweinf., (1943).
- Epidendrum lilijae Foldats, (1968).
- Epidendrum lima Lindl., (1853).
- Epidendrum lindae Hágsater & Dodson, (1999).
- Epidendrum lindbergii Rchb.f., (1881).
- Epidendrum linearidiforme Hágsater & L.Sánchez, (1999).
- Epidendrum litense Hágsater & Dodson, (1993).
- Epidendrum littorale Hágsater & Dodson, (1993).
- Epidendrum llactapataense D.E.Benn. & Christenson,  (2001).
- Epidendrum llaviucoense Hágsater & Dodson, (2001).
- Epidendrum lloense (Lindl.) Hágsater & Dodson, (1992).
- Epidendrum lockhartioides Schltr., (1923).
- Epidendrum loefgrenii Cogn. in C.F.P.von Martius & auct. suc. (eds.), (1898).
- Epidendrum loejtnantii Hágsater & Dodson, (2001).
- Epidendrum longibracteatum Hágsater, (1999).
- Epidendrum longicaule (L.O.Williams) L.O.Williams, (1964)
- Epidendrum longicolle Lindl., (1838).
- Epidendrum longicrure Schltr., (1920).
- Epidendrum longiflorum Kunth in F.W.H.von Humboldt, A.J.A.Bonpland & C.S.Kunth, (1816).
- Epidendrum longipetalum A.Rich. & Galeotti, (1845).
- Epidendrum longirepens (C.Schweinf.) C.Schweinf., (1953)
- Epidendrum lopezii Hágsater, (1999).
- Epidendrum lowilliamsii García-Cruz, (1992).
- Epidendrum loxense F.Lehm. & Kraenzl., (1899).
- Epidendrum luckei I.Bock, (1984).
- Epidendrum lueri Dodson & Hágsater, (1989).
- Epidendrum lumbaquiense Hágsater & Dodson, (1999).

## M
- Epidendrum macasense Hágsater & Dodson, (1993).
- Epidendrum macbridei C.Schweinf., (1943)
- Epidendrum macdougallii (Hágsater) Hágsater  (2005) (antes Oerstedella macdougallii)
- Epidendrum macrocarpum Rich., (1792).
- Epidendrum macroceras Schltr., (1920).
- Epidendrum macroclinium Hágsater, (1987).
- Epidendrum macrocyphum Kraenzl., (1905).
- Epidendrum macrogastrium Kraenzl., (1905).
- Epidendrum macroophorum Hágsater & Dodson, (1999).
- Epidendrum macropodum Rchb.f., (1856).
- Epidendrum macrothyrsoides Rchb.f., (1877).
- Epidendrum macrum Dressler, (1967).
- Epidendrum maderoi Schltr., (1920).
- Epidendrum madsenii Hágsater & Dodson, (1999).
- Epidendrum maduroi Hágsater & García-Cruz, (1999).
- Epidendrum magalhaesii Schltr., (1920).
- Epidendrum magdalenense Porto & Brade, (1935).
- Epidendrum magnibracteatum Ames, (1922).
- Epidendrum magnibracteum Kraenzl., (1920).
- Epidendrum magnificum Schltr., (1918).
- Epidendrum magnoliae Muhl., (1813).
- Epidendrum maldonadoense Hágsater & Dodson, (2001).
- Epidendrum manarae Foldats, (1968).
- Epidendrum mancum Lindl., (1844).
- Epidendrum mantinianum Rolfe, (1892).
- Epidendrum mantiqueranum Porto & Brade, (1938 publ. 1940).
- Epidendrum mantis-religiosae Hágsater, (1988).
- Epidendrum marmoratum A.Rich. & Galeotti, (1845).
- Epidendrum marsiorum R.Vásquez & Ibisch, (2003).
- Epidendrum marsupiale F.Lehm. & Kraenzl., (1899).
- Epidendrum martianum Lindl., (1840).
- Epidendrum martinezii L.Sánchez & Carnevali, (2001).
- Epidendrum mathewsii Rchb.f., (1886).
- Epidendrum matudae L.O.Williams, (1968).
- Epidendrum medusae (Rchb.f.) Pfitzer in H.G.A.Engler & K.A.E.Prantl (eds.), (1889).
- Epidendrum megagastrium Lindl., (1853).
- Epidendrum megaloclinium Hágsater & Dodson, (2001).
- Epidendrum megalospathum Rchb.f., (1877).
- Epidendrum melanoporphyreum Hágsater, (1993).
- Epidendrum melanotrichoides Hágsater & Dodson, (1999).
- Epidendrum melanoxeros Hágsater & Dodson, (1999).
- Epidendrum melinanthum Schltr., (1920).
- Epidendrum melistagum Hágsater, (1988).
- Epidendrum mesocarpum Hágsater, (1999).
- Epidendrum mesomicron Lindl., (1853).
- Epidendrum microcardium Schltr., (1923).
- Epidendrum microcarpum Hágsater & Dodson, (2001).
- Epidendrum microcattleya (Kraenzl.) Schltr., (1921).
- Epidendrum microcattleyioides D.E.Benn. & Christenson, (2001).
- Epidendrum microcephalum Hágsater & L.Sánchez, (1999).
- Epidendrum microcharis Rchb.f., (1870).
- Epidendrum microdendron Rchb.f., (1866).
- Epidendrum microdiothoneum Hágsater & Dodson, (2001).
- Epidendrum microglossum Schltr., (1917).
- Epidendrum micronocturnum Carnevali & G.A.Romero, (1996).
- Epidendrum microphyllum Lindl., (1841).
- Epidendrum miguelii Schltr., (1925).
- Epidendrum milenae Dodson & R.Vásquez, (1989).
- Epidendrum millei Schltr., (1917).
- Epidendrum mimeticum Carnevali & G.A.Romero in G.A.Romero & G.Carnevali, (2000).
- Epidendrum minarum Hoehne & Schltr., (1921).
- Epidendrum miniatum Schltr., (1921).
- Epidendrum mininocturnum Dodson, (1977).
- Epidendrum minus (Cogn.) Hágsater, (1999).
- Epidendrum minutidentatum C.Schweinf., (1943).
- Epidendrum minutiflorum C.Schweinf., (1943).
- Epidendrum mirabile Ames & C.Schweinf., (1930)
- Epidendrum miradoranum Dodson & D.E.Benn., (1989).
- Epidendrum misasii Hágsater (2005) (antes Oerstedella viridiflora Hágsater)
- Epidendrum miserrimum Rchb.f., (1855).
- Epidendrum miserum Lindl., (1841).
- Epidendrum mittelstaedtii Hágsater, (1993).
- Epidendrum mixtecanum Hágsater & García-Cruz, (1993).
- Epidendrum mixtoides Hágsater & Dodson, (1993).
- Epidendrum mixtum Schltr., (1912).
- Epidendrum mocinoi Hágsater, (1999).
- Epidendrum modestissimum F.Lehm. & Kraenzl., (1899).
- Epidendrum modestum Rchb.f. & Warsz., (1854).
- Epidendrum mojandae Schltr., (1921).
- Epidendrum molaui Hágsater & Dodson, (2001).
- Epidendrum molle Rchb.f., (1876).
- Epidendrum monanthum Schltr., (1916).
- Epidendrum monophlebium Hágsater, (1999).
- Epidendrum montis-narae Pupulin & L.Sánchez, (2001).
- Epidendrum montispichinchense Hágsater & Dodson, (2001).
- Epidendrum montserratense Nir, (2000).
- Epidendrum monzonense Kraenzl., (1905).
- Epidendrum mora-retanae Hágsater, (1993).
- Epidendrum morganii Dodson & Garay, (1980).
- Epidendrum moritzii Rchb.f., (1850).
- Epidendrum moronense Dodson & Hágsater, (1989).
- Epidendrum morrisii Hágsater & L.Cerv., (2001).
- Epidendrum muricatisepalum Hágsater (2004).
- Epidendrum muricatoides Hágsater & Dodson, (1993).
- Epidendrum muscicola Schltr., (1923).
- Epidendrum musciferum Lindl., (1834).
- Epidendrum mutelianum Cogn. in I.Urban, (1910).
- Epidendrum mutisii Hágsater, (1999).
- Epidendrum myodes Rchb.f., (1866).
- Epidendrum myrmecophorum Barb.Rodr., (1891).

## N
- Epidendrum nanegalense Hágsater & Dodson, (2001).
- Epidendrum nanopsis Dodson & Hágsater, (1989).
- Epidendrum nanosimplex Hágsater & Dodson, (1999).
- Epidendrum nanum C.Schweinf., (1943).
- Epidendrum neglectum Schltr., (1921).
- Epidendrum nelsonii Hágsater, (1987).
- Epidendrum nematopetalum Hágsater & Dodson, (2001).
- Epidendrum neogaliciensis Hágsater & R.González, (1983).
- Epidendrum neolehmannia Schltr., (1921).
- Epidendrum neoporpax Ames, (1934).
- Epidendrum neoviridiflorum Hágsater, (1992).
- Epidendrum neudeckeri Dodson & Hágsater, (1994).
- Epidendrum nicaraguense Scheeren ex Hágsater, (1993).
- Epidendrum nigricans Schltr., (1913).
- Epidendrum nitens Rchb.f., (1866).
- Epidendrum nitidum L.O.Williams, (1940).
- Epidendrum noackii Cogn. in C.F.P.von Martius & auct. suc. (eds.), (1906).
- Epidendrum nocturnum Jacq., (1760). (Espécie tipo)
- Epidendrum norae Carnevali & G.A.Romero, (1996).
- Epidendrum notabile Schltr., (1923).
- Epidendrum nubigena Schltr., (1924).
- Epidendrum nubium Rchb.f., (1866).
- Epidendrum nuriense Carnevali & Hágsater, (1992).
- Epidendrum nutans Sw., (1788).
- Epidendrum nutantirhachis Ames & C.Schweinf., (1930).

## O
- Epidendrum oaxacanum Rolfe, (1904).
- Epidendrum obergii A.D.Hawkes, (1957).
- Epidendrum obliquifolium Ames, F.T.Hubb. & C.Schweinf., (1935).
- Epidendrum obliquum Schltr., (1912).
- Epidendrum oblongialpicola Hágsater & Dodson, (2001).
- Epidendrum obovatipetalum Hágsater & Dodson, (1993).
- Epidendrum ochricolor A.D.Hawkes, (1957).
- Epidendrum ochriodes Lindl., (1853).
- Epidendrum ochrochlorum Barb.Rodr., (1881).
- Epidendrum octomerioides Schltr., (1907).
- Epidendrum odontochilum Hágsater, (1988).
- Epidendrum odontospathum Rchb.f., (1878).
- Epidendrum oellgaardii Hágsater & Dodson, (1993).
- Epidendrum oerstedii Rchb.f., (1852).
- Epidendrum oldemanii Christenson, (1994).
- Epidendrum oligophyllum F.Lehm. & Kraenzl., (1899).
- Epidendrum ophidion Dodson & R.Vásquez, (1989).
- Epidendrum opiranthizon Hágsater & Dodson, (1993).
- Epidendrum oraion Hágsater, (1993).
- Epidendrum orbiculatum C.Schweinf., (1943)
- Epidendrum orchidiflorum Salzm. ex Lindl., (1831).
- Epidendrum oreogena Schltr., (1924).
- Epidendrum oreonastes Rchb.f., (1878).
- Epidendrum orgyale Lindl., (1845).
- Epidendrum orientale Hágsater & M.A.Díaz, (1993).
- Epidendrum ornithidii Schltr., (1921).
- Epidendrum ornithoglossum Schltr., (1917).
- Epidendrum orthocaule Schltr., (1921).
- Epidendrum orthoclinium Hágsater & Dodson, (2001).
- Epidendrum orthodontum Hágsater & L.Sánchez, (1999).
- Epidendrum orthophyllum Hágsater & Dodson, (1993).
- Epidendrum oxapampense Hágsater, (1999).
- Epidendrum oxycalyx Hágsater & Dodson, (1993).
- Epidendrum oxyglossum Schltr., (1923).
- Epidendrum oxynanodes Hágsater, (1999).
- Epidendrum oyacachiense Hágsater, (1992).

## P
- Epidendrum pachoi Hágsater & L.Sánchez, (2001).
- Epidendrum pachyceras Hágsater & L.Sánchez, (1993).
- Epidendrum pachychilum Kraenzl., (1905).
- Epidendrum pachyneuron Schltr., (1920).
- Epidendrum pachyphyton Garay, (1973).
- Epidendrum pachyrachis Ames, (1923).
- Epidendrum palaciosii Hágsater & Dodson, (1993).
- Epidendrum pallatangae Schltr., (1917).
- Epidendrum pallens Rchb.f., (1866).
- Epidendrum pallidiflorum Hook., (1830)
- Epidendrum palmense Ames (1923).
- Epidendrum palmidium Hágsater, (1999).
- Epidendrum pampatamboense Dodson & R.Vásquez, (1989).
- Epidendrum panamense Schltr., (1913).
- Epidendrum panchrysum Rchb.f. & Warsz., (1854).
- Epidendrum panduratum Hágsater & Dodson, (1993).
- Epidendrum panicoides Schltr., (1921).
- Epidendrum paniculatum Ruiz & Pav., (1798)
- Epidendrum paniculosum Barb.Rodr., (1877).
- Epidendrum panteonense Dodson & R.Vásquez, (1989).
- Epidendrum papallactense Hágsater & Dodson, (2001).
- Epidendrum paradisicola Hágsater & García-Cruz, (1999).
- Epidendrum paraguastigma Hágsater & García-Cruz, (1999).
- Epidendrum parahybunense Barb.Rodr., (1881).
- Epidendrum paranaense Barb.Rodr., (1881).
- Epidendrum paranthicum Rchb.f., (1852).
- Epidendrum parkinsonianum Hook., (1840)
- Epidendrum paruimense G.A.Romero & Carnevali  (2004).
- Epidendrum parviflorum Ruiz & Pav., (1798).
- Epidendrum parvilabre Lindl. in G.Bentham, (1845).
- Epidendrum parviexasperatum (Hágsater) Hágsater (2005) (antes Oerstedella parviexasperata)
- Epidendrum pastoense Schltr., (1920).
- Epidendrum pastranae Hágsater, (1978).
- Epidendrum patens Sw., (1806).
- Epidendrum paucifolium Schltr., (1907).
- Epidendrum pazii Hágsater, (2001).
- Epidendrum pedale Schltr., 0 (1926).
- Epidendrum pedicellare Schltr., Repert. Spec. Nov. Regni Veg. 14: 390 (1916).
- Epidendrum pendens L.O.Williams, (1941).
- Epidendrum penneystigma Hágsater & García-Cruz, (1999).
- Epidendrum pentacarinatum Hágsater & Dodson, (1999).
- Epidendrum peperomia Rchb.f., (1854)
- Epidendrum peperomioides Schltr., (1921).
- Epidendrum peraltum Schltr., (1920).
- Epidendrum pergameneum Rchb.f., (1866).
- Epidendrum pergracile Schltr., (1921).
- Epidendrum perijaense Carnevali & G.A.Romero in G.A.Romero & G.Carnevali, (2000).
- Epidendrum pernambucense Cogn. in C.F.P.von Martius & auct. suc. (eds.), (1906).
- Epidendrum persinnile Schltr., (1920).
- Epidendrum peruvianum A.D.Hawkes, (1957).
- Epidendrum philippii Rchb.f., (1850).
- Epidendrum philocremnum Hágsater & Dodson, (2001).
- Epidendrum phragmites A.H.Heller & L.O.Williams, (1968).
- Epidendrum phyllocharis Rchb.f., (1878).
- Epidendrum physodes Rchb.f., (1873).
- Epidendrum physophorum Schltr., (1913).
- Epidendrum physopus Kraenzl., (1905).
- Epidendrum pichinchae Schltr., (1921).
- Epidendrum pilcuense Hágsater, (1993).
- Epidendrum piliferum Rchb.f., (1876).
- Epidendrum piperinum Lindl., (1845).
- Epidendrum pirrense Hágsater, (2001).
- Epidendrum pittieri Ames, (1922).
- Epidendrum plagiophyllum Hágsater, (1999).
- Epidendrum platychilum Schltr., (1921).
- Epidendrum platyclinium Hágsater & Dodson, (1999).
- Epidendrum platyglossum Rchb.f., (1876).
- Epidendrum platyotis Rchb.f., (1859).
- Epidendrum platypetalum Hágsater, (2001).
- Epidendrum platyphylloserpens Hágsater, (2001).
- Epidendrum platyphyllostigma Hágsater & García-Cruz, (1999).
- Epidendrum platystigma Rchb.f., (1866).
- Epidendrum pleurobotrys Schltr., (1921).
- Epidendrum pleurothalloides Hágsater, (1993).
- Epidendrum podocarpophilum Schltr., (1921).
- Epidendrum podostylos Hágsater & Dodson, (1993).
- Epidendrum poeppigii Hágsater, (1993).
- Epidendrum pogonochilum Carnevali & G.A.Romero in G.A.Romero & G.Carnevali, (2000).
- Epidendrum pollardii Hágsater, (1993).
- Epidendrum polyanthogastrium Hágsater & Dodson, (1999).
- Epidendrum polyanthum Lindl., (1831).
- Epidendrum polychlamys Schltr., (1906).
- Epidendrum polychromum Hágsater, (1979).
- Epidendrum polygonatum Lindl., (1858).
- Epidendrum polystachyoides Kraenzl., (1920).
- Epidendrum polystachyum Kunth in F.W.H.von Humboldt, A.J.A.Bonpland & C.S.Kunth, (1816).
- Epidendrum pomacochense Hágsater, (1999).
- Epidendrum pomecense Hágsater, (1999).
- Epidendrum popayanense F.Lehm. & Kraenzl., (1899).
- Epidendrum porphyreum Lindl., (1841)
- Epidendrum porquerense F.Lehm. & Kraenzl., (1899).
- Epidendrum posadarum Hágsater, (2001).
- Epidendrum powellii Schltr., (1922).
- Epidendrum pozoi Hágsater & Dodson, (1993).
- Epidendrum praetervisum Rchb.f., (1876).
- Epidendrum prasinum Schltr., (1920).
- Epidendrum presbyteri-ludgeronis Gomes Ferreira, (1994).
- Epidendrum pristes Rchb.f., (1886).
- Epidendrum probiflorum Schltr., (1922).
- Epidendrum proligerum Barb.Rodr., (1877)
- Epidendrum propinquum A.Rich. & Galeotti, (1845)
- Epidendrum prostratum (Lindl.) Cogn. in C.F.P.von Martius & auct. suc. (eds.), (1898).
- Epidendrum pseudapaganum D.E.Benn. & Christenson, (1998).
- Epidendrum pseudavicula Kraenzl., (1911).
- Epidendrum pseudepidendrum Rchb.f., 0 (1856).
- Epidendrum pseudoalbiflorum D.E.Benn. & Christenson, (1998).
- Epidendrum pseudoanceps D.E.Benn. & Christenson, (1998)
- Epidendrum pseudocernuum Carnevali & I.Ramírez, (1998).
- Epidendrum pseudodifforme Hoehne & Schltr., (1925).
- Epidendrum pseudogramineum D.E.Benn. & Christenson, (2001).
- Epidendrum pseudolankesteri Carnevali & G.A.Romero in G.A.Romero & G.Carnevali, (2000).
- Epidendrum pseudonocturnum Hágsater & Dodson, (1993).
- Epidendrum pseudopaniculatum Dodson, (1978).
- Epidendrum pseudopolystachyum D.E.Benn. & Christenson, (2001).
- Epidendrum pseudoramosum Schltr., (1912).
- Epidendrum pteroglottis Schltr., (1921).
- Epidendrum pterostele Hágsater & Dodson, (2001).
- Epidendrum puberulosum Hágsater, (1992).
- Epidendrum pubiflorum C.Schweinf.,(1943).
- Epidendrum pucunoense Hágsater & Dodson, (2001).
- Epidendrum pudicum Ames, (1923).
- Epidendrum pulchrum (Schltr.) Hágsater & Dodson, (1992).
- Epidendrum purpurascens Focke, (1851).
- Epidendrum × purpureum Barb.Rodr., (1877).
- Epidendrum purum Lindl., (1844).
- Epidendrum puteum Standl. & L.O.Williams, (1953).
- Epidendrum putidocardiophyllum Hágsater & Dodson, (2001).
- Epidendrum putumayoense Hágsater & L.Sánchez, (1999).
- Epidendrum puyoense Hágsater & Dodson, (2001).

## Q
- Epidendrum quadrangulatum A.D.Hawkes, (1957).
- Epidendrum quinquecallosum Schltr., (1920).
- Epidendrum quinquepartitum Schltr., (1922).
- Epidendrum quisayanum Schltr., (1916).
- Epidendrum quitensium Rchb.f. in W.G.Walpers, (1862).

## R
- Epidendrum radicans Pav. ex Lindl., (1831).
- Epidendrum radioferens (Ames, F.T.Hubb. & C.Schweinf.) Hágsater, (1977).
- Epidendrum rafael-lucasii Hágsater, (1993).
- Epidendrum ramonianum Schltr., (1923).
- Epidendrum ramosissimum Ames & C.Schweinf., (1925).
- Epidendrum ramosum Jacq., (1760).
- Epidendrum raphidophorum Lindl., (1853).
- Epidendrum reclinatum Carnevali & I.Ramírez, (2003).
- Epidendrum rectopedunculatum C.Schweinf., (1943).
- Epidendrum recurvatum Lindl., (1845).
- Epidendrum refractum Lindl., (1843).
- Epidendrum renilabioides Hágsater & Dodson, (2001).
- Epidendrum renilabium Schltr., (1920).
- Epidendrum renzii Garay & Dunst., (1965).
- Epidendrum repens Cogn., (1909).
- Epidendrum resectum Rchb.f., (1876).
- Epidendrum reveloi Hágsater & Dodson, (1993).
- Epidendrum revertianum (Stehlé) Hágsater, (1993).
- Epidendrum revolutum Barb.Rodr., (1877).
- Epidendrum rhizomaniacum Rchb.f., (1878)
- Epidendrum rhodanthum Hágsater & Dodson, (1999).
- Epidendrum rhodoides Hágsater & Dodson, (2001).
- Epidendrum rhombochilum L.O.Williams, (1940).
- Epidendrum rhopalostele Hágsater & Dodson, (2001).
- Epidendrum rigidiflorum Schltr., (1923).
- Epidendrum rigidum Jacq., (1760)
- Epidendrum riobambae Schltr., (1921).
- Epidendrum rivulare Lindl., (1858).
- Epidendrum robustum Cogn. in C.F.P.von Martius & auct. suc. (eds.), (1906).
- Epidendrum rocalderianum P.Ortiz & Hágsater, (1999).
- Epidendrum rodrigoi Hágsater, (1993).
- Epidendrum rojasii Cogn., (1912).
- Epidendrum rolfeanum F.Lehm. & Kraenzl., (1899).
- Epidendrum romanii Hágsater & Dodson, (1993).
- Epidendrum roncanum Dodson & R.Vásquez, (1989).
- Epidendrum rondoniense L.C.Menezes, (1990).
- Epidendrum rondosianum C.Schweinf., (1943).
- Epidendrum roseoscriptum Hágsater, (1993).
- Epidendrum rosilloi Hágsater, (1988).
- Epidendrum rostratum Garay & Dunst., (1961).
- Epidendrum rostrigerum Rchb.f., (1876).
- Epidendrum rothii A.D.Hawkes, (1957).
- Epidendrum rotundifolium Hágsater & Dodson, (2001).
- Epidendrum rowleyi Withner & Pollard, (1969).
- Epidendrum rubioi Hágsater & Dodson, (1993).
- Epidendrum rubroticum Hágsater, (1993).
- Epidendrum rueckerae Rchb.f., (1865).
- Epidendrum rugosum Ames, (1923).
- Epidendrum rugulosum Schltr., (1920).
- Epidendrum ruizianum Steud., (1840)
- Epidendrum ruizlarreanum D.E.Benn. & Christenson, (2001).
- Epidendrum rupestre Lindl., (1841).
- Epidendrum rupicola Cogn. in C.F.P.von Martius & auct. suc. (eds.), (1898).

## S
- Epidendrum saccatum Hágsater, (2001).
- Epidendrum samaipatense Dodson & R.Vásquez, (1989).
- Epidendrum sanchoi Ames, (1923).
- Epidendrum sanctae-martae Schltr., (1920).
- Epidendrum sanctalucianum H.G.Jones, (1975).
- Epidendrum sancti-ramoni Kraenzl., (1929).
- Epidendrum sanderi A.D.Hawkes, (1957).
- Epidendrum santaclarense Ames, (1923).
- Epidendrum sarcochilum Lindl. & Rchb.f., (1854).
- Epidendrum sarcodes Lindl., Fol. Orchid. (1853).
- Epidendrum sarcoglottis Schltr., (1921).
- Epidendrum sarcostalix Rchb.f. & Warsz., (1854).
- Epidendrum saxatile Lindl., (1841).
- Epidendrum saxicola Kraenzl., (1905).
- Epidendrum saximontanum Pabst, (1967).
- Epidendrum scabrum Ruiz & Pav., (1798).
- Epidendrum scalpelligerum Rchb.f., (1865).
- Epidendrum scharfii Hágsater & Dodson, (1993).
- Epidendrum schistochilum Schltr., (1924).
- Epidendrum schizoclinandrium D.E.Benn. & Christenson, (2001).
- Epidendrum schlimii Rchb.f., (1850).
- Epidendrum schneideri Hágsater, (2001).
- Epidendrum schnitteri Schltr., (1921).
- Epidendrum schunkei D.E.Benn. & Christenson, (1998).
- Epidendrum scopulorum Rchb.f., (1878).
- Epidendrum sculptum Rchb.f., (1854).
- Epidendrum scutella Lindl., (1844).
- Epidendrum secundum Jacq., (1760).
- Epidendrum selaginella Schltr., (1906).
- Epidendrum semiteretifolium D.E.Benn. & Christenson, (1995).
- Epidendrum septumspinae D.E.Benn. & Christenson, (2001).
- Epidendrum serpens Lindl. in G.Bentham, (1845).
- Epidendrum sertorum Garay & Dunst., (1972).
- Epidendrum seytocladium Schltr., (1920).
- Epidendrum shigenobui Hágsater, (1999).
- Epidendrum sierrae-peladae Kraenzl.,(1920).
- Epidendrum sigmoideum Hágsater, (1999).
- Epidendrum silvae Hágsater & V.P.Castro, (1999).
- Epidendrum silvanum V.P.Castro & Chiron, (2003).
- Epidendrum silverstonei Hágsater, (1999).
- Epidendrum simulacrum Ames, (1923).
- Epidendrum singuliflorum Schltr., (1912).
- Epidendrum sinuosum Lindl., (1853).
- Epidendrum siphonosepaloides T.Hashim., (1986).
- Epidendrum siphonosepalum Garay & Dunst., (1972).
- Epidendrum sisgaense Hágsater, (2001).
- Epidendrum skutchii Ames, F.T.Hubb. & C.Schweinf., (1936).
- Epidendrum smaragdinum Lindl., (1838).
- Epidendrum sobralioides Ames & Correll, (1943)
- Epidendrum socorrense Rchb.f. & Warsz., (1854).
- Epidendrum sodiroi Schltr., (1916).
- Epidendrum sophronitis Lindl. & Rchb.f., (1857).
- Epidendrum sophronitoides F.Lehm. & Kraenzl., (1899).
- Epidendrum soratae Rchb.f., (1878).
- Epidendrum spathulipetalum Hágsater & Dressler, (2001).
- Epidendrum sphaeranthum Schltr., (1921).
- Epidendrum sphaerostachyum Rchb.f., (1877).
- Epidendrum sphenoglossum F.Lehm. & Kraenzl., (1899).
- Epidendrum spicatum Hook.f., (1851).
- Epidendrum spilotum Garay & Dunst., (1976).
- Epidendrum spinescens Lindl., (1853).
- Epidendrum spruceanum Lindl., (1853).
- Epidendrum stalkyi Carnevali & G.A.Romero in G.A.Romero & G.Carnevali, (2000).
- Epidendrum stallforthianum Kraenzl., (1912).
- Epidendrum stamfordianum Bateman, (1839)
- Epidendrum stangeanum Rchb.f., (1881).
- Epidendrum stanhopeanum Kraenzl., (1897).
- Epidendrum steinbachii Ames, (1922).
- Epidendrum stellidifforme Hágsater & Dodson, (2001).
- Epidendrum stenopetaloides Kraenzl., (1920).
- Epidendrum stenophyllum Hágsater & Dodson, (1993).
- Epidendrum stenophyton Schltr., (1921).
- Epidendrum sterroanthum Schltr., (1920).
- Epidendrum sterrophyllum Schltr., (1920).
- Epidendrum stevensii Hágsater, (1992).
- Epidendrum stevensonii Hágsater & Dodson, (2001).
- Epidendrum steyermarkii A.D.Hawkes, (1957).
- Epidendrum stiliferum Dressler, (1967).
- Epidendrum stolidium Hágsater (2005) (antes Oerstedella ornata]] )
- Epidendrum storkii Ames, (1924).
- Epidendrum stramineum Lindl., (1853).
- Epidendrum strictiforme C.Schweinf., (1949).
- Epidendrum strictum Schltr., (1924).
- Epidendrum strobiliferum Rchb.f., (1859)
- Epidendrum strobiloides Garay & Dunst., (1966).
- Epidendrum suaveolens Ames, (1922).
- Epidendrum suavis (Rchb.f. & Warsz.) Løjtnant, (1977)
- Epidendrum subadnatum Rchb.f., (1876).
- Epidendrum subfloribundum Schltr., (1924).
- Epidendrum sublobatum C.Schweinf. ex Garay & Dunst., (1965).
- Epidendrum subnutans Ames & C.Schweinf., (1930).
- Epidendrum suborbiculare Schltr., (1924).
- Epidendrum subpurum Rchb.f., (1854).
- Epidendrum subreniforme C.Schweinf., (1943).
- Epidendrum subtorquatum Kraenzl., (1920).
- Epidendrum successivum Hágsater & F.E.L.Miranda, (1993).
- Epidendrum succulentum Hágsater, (1988).
- Epidendrum sucumbiense Hágsater & Dodson, (2001).
- Epidendrum suinii Hágsater & Dodson, (2001).
- Epidendrum sulcatum Ames, (1922).
- Epidendrum sumacoense Hágsater & Dodson, (1993).
- Epidendrum summerhayesii Hágsater, (1993).
- Epidendrum superpositum Garay, (1958).
- Epidendrum suturatum Hágsater & Dressler, (1993).
- Epidendrum sympetalostele Hágsater & L.Sánchez, (1993).
- Epidendrum sympodiale Schltr., (1920).
- Epidendrum synchronum Hágsater (2004).
- Epidendrum syringodes Schltr., (1929).
- Epidendrum syringothyrsis Rchb.f. ex Hook.f., (1875).

## T
- Epidendrum tacarcunense Hágsater, (1999).
- Epidendrum tachirense Foldats, (1968).
- Epidendrum talamancanum (J.T.Atwood) Mora-Ret. & García Castro, (1990 publ. 1991).
- Epidendrum tamaense Foldats, (1968).
- Epidendrum tandapianum Dodson & Hágsater, (1989).
- Epidendrum tenax Rchb.f., (1854).
- Epidendrum tenue Lindl., (1841).
- Epidendrum tenuicaule F.Lehm. & Kraenzl., (1899).
- Epidendrum tenuispathum C.Schweinf., (1952).
- Epidendrum tessmannii Mansf., (1928).
- Epidendrum teuscherianum A.D.Hawkes, (1957).
- Epidendrum thelephorum Hágsater & Dodson, (1993).
- Epidendrum theodorii Schltr., (1922).
- Epidendrum thermophilum Hágsater & Dodson, (1993).
- Epidendrum thompsonii Hágsater & Dodson, Icon. Orchid. 3: t. 385 (1999).
- Epidendrum thurstoniorum Hágsater, (1999).
- Epidendrum tigriphyllum Hágsater, (1999).
- Epidendrum tingo-mariae Hágsater, (1999).
- Epidendrum tipuloideum Lindl., (1853).
- Epidendrum tolimense Lindl., (1845).
- Epidendrum tomlinsonianum C.D.Adams, (1966).
- Epidendrum tonduzii Lank., (1924).
- Epidendrum torquatum Lindl. in G.Bentham, (1845).
- Epidendrum torraense Hágsater & Silverst., (2001).
- Epidendrum tortipetalum Scheeren, (1976).
- Epidendrum tovarense Rchb.f., (1850).
- Epidendrum trachychlaena Schltr., (1917).
- Epidendrum trachypus F.Lehm. & Kraenzl., (1899).
- Epidendrum trachysepalum Hágsater, (1992)
- Epidendrum trachythece Schltr., (1907).
- Epidendrum transversellipticum Hágsater,  (2001).
- Epidendrum transversovatum Hágsater & Dodson, 3 (2001).
- Epidendrum trialatum Hágsater, (1984).
- Epidendrum triangulabium Ames & C.Schweinf., (1930).
- Epidendrum trianthum Schltr., (1923).
- Epidendrum tricarinatum Rolfe, (1917).
- Epidendrum trichopetalum Schltr., (1913).
- Epidendrum tricrure Rchb.f. & Warsz., (1854).
- Epidendrum tridactylum Lindl., (1838).
- Epidendrum tridens Poepp. & Endl., (1836).
- Epidendrum trifidum Schltr., (1920).
- Epidendrum triflorum Ruiz & Pav., (1798).
- Epidendrum trilobochilum Hágsater & Dodson, (2001).
- Epidendrum trimeroglossum Schltr., (1920).
- Epidendrum triodon Hágsater & Dodson, (2001).
- Epidendrum tropidioides Garay, (1978).
- Epidendrum troxalis Luer, (1981).
- Epidendrum trullichilum Hágsater & Dodson, (1999).
- Epidendrum trulliforme Garay & Dunst., (1976).
- Epidendrum turialvae Rchb.f., (1871).
- Epidendrum tuxtlense Hágsater, García-Cruz & L.Sánchez, (1999).
- Epidendrum tziscaoense Hágsater, (1999).

## U
- Epidendrum uleinanodes Hágsater, (1999).
- Epidendrum umbelliferum J.F.Gmel., (1791).
- Epidendrum uncinatum D.E.Benn. & Christenson, (1998).
- Epidendrum unguiculatum (C.Schweinf.) Garay & Dunst., (1976).
- Epidendrum unifoliatum Schltr., (1921).
- Epidendrum upanodifforme Hágsater & Dodson, (1999).
- Epidendrum uribei A.D.Hawkes, (1957).
- Epidendrum urichianum Carnevali, Foldats & I.Ramírez, (1992).
- Epidendrum urraoense Hágsater, (1999).
- Epidendrum urubambae Hágsater, (2001).
- Epidendrum utcuyacuense Hágsater, (1993).

## V
- Epidendrum vandifolium Lindl.,  (1849).
- Epidendrum vareschii Foldats, (1969).
- Epidendrum vargasii Christenson & Nauray, (2001).
- Epidendrum vellozoi A.D.Hawkes, (1957).
- Epidendrum ventricosum Lindl., (1841).
- Epidendrum veraguasense Hágsater, (1992).
- Epidendrum vernixium Rchb.f. & Warsz., (1854).
- Epidendrum veroreveloi Hágsater & Dodson, (2001).
- Epidendrum veroscriptum Hágsater, (1993).
- Epidendrum vesicatum Lindl., (1838).
- Epidendrum vesicicaule L.O.Williams, (1940).
- Epidendrum vexillium Hágsater, (1999).
- Epidendrum vidal-senegei Hágsater, (1999).
- Epidendrum vieirae Hágsater, (1993).
- Epidendrum vigiaense I.Bock, (1982).
- Epidendrum villegastigma Hágsater & García-Cruz, (1999).
- Epidendrum villotae Hágsater & Dodson, (1999).
- Epidendrum vincentinum Lindl., (1841).
- Epidendrum violascens Ridl., (1887).
- Epidendrum violetense Hágsater & Dodson, (2001).
- Epidendrum viride Ruiz & Pav., (1798).
- Epidendrum viridibrunneum Rchb.f. in W.G.Walpers, (1862).
- Epidendrum viridifuscatum De Wild., (1904).
- Epidendrum viviparum Lindl., (1841).
- Epidendrum volubile Ruiz & Pav., (1798).
- Epidendrum volutum Lindl. & Paxton, (1852)
- Epidendrum vulcanicola A.H.Heller, (1968).
- Epidendrum vulcanicum Schltr., (1924).

## W
- Epidendrum warrasii Pabst, (1971).
- Epidendrum warszewiczii Rchb.f., (1852).
- Epidendrum watsonianum Sander, (1892).
- Epidendrum weberbauerianum Kraenzl., (1905).
- Epidendrum welsii-windischii Pabst, (1975).
- Epidendrum wendtii Hágsater & Salazar, (1999).
- Epidendrum werffii Dodson & Hágsater, (1989).
- Epidendrum werneri Schltr., (1924).
- Epidendrum whittenii Hágsater & Dodson, (1999).
- Epidendrum wigginsii Hágsater & Dodson, (2001).
- Epidendrum williamsii Dodson, (1977).
- Epidendrum woytkowskianum A.D.Hawkes, (1957).
- Epidendrum wrightii Lindl., (1858).

## X
- Epidendrum xanthinum Lindl., (1844).
- Epidendrum xanthoianthinum Hágsater, (1993).
- Epidendrum xantholeucum Rchb.f., (1850).
- Epidendrum xylostachyum Lindl., (1845).
- Epidendrum xytriophorum Rchb.f. & Warsz., (1854).

## Y
- Epidendrum yambalense Hágsater & Dodson, (1993).
- Epidendrum yambrasbambense Hágsater, (2001).
- Epidendrum yaracuyense Carnevali & G.A.Romero in G.A.Romero & G.Carnevali, (2000).
- Epidendrum yungasense Rolfe ex Rusby, (1895).

## Z
- Epidendrum zamorense Hágsater & Dodson, (1993).
- Epidendrum zappii Pabst, (1976).
- Epidendrum zarumense Hágsater & Dodson, (1993).
- Epidendrum zingiberaceum Schltr., (1921).
- Epidendrum zosterifolium F.Lehm. & Kraenzl., (1899).

## Referencias
- Orchid Research Newsletter 47, Royal Botanical Gardens, Kew, January 2006